# Fumaria officinalis
Fumaria officinalis (L., 1753), comunemente nota come fumaria officinale o fumaria comune, è una pianta erbacea appartenente alla famiglia delle Papaveraceae, diffusa nel bacino del Mediterraneo e nell'Europa settentrionale.

## Etimologia
Deve il suo nome all'odore acre ed acido che sprigionano le radici quando viene estirpata.

## Descrizione

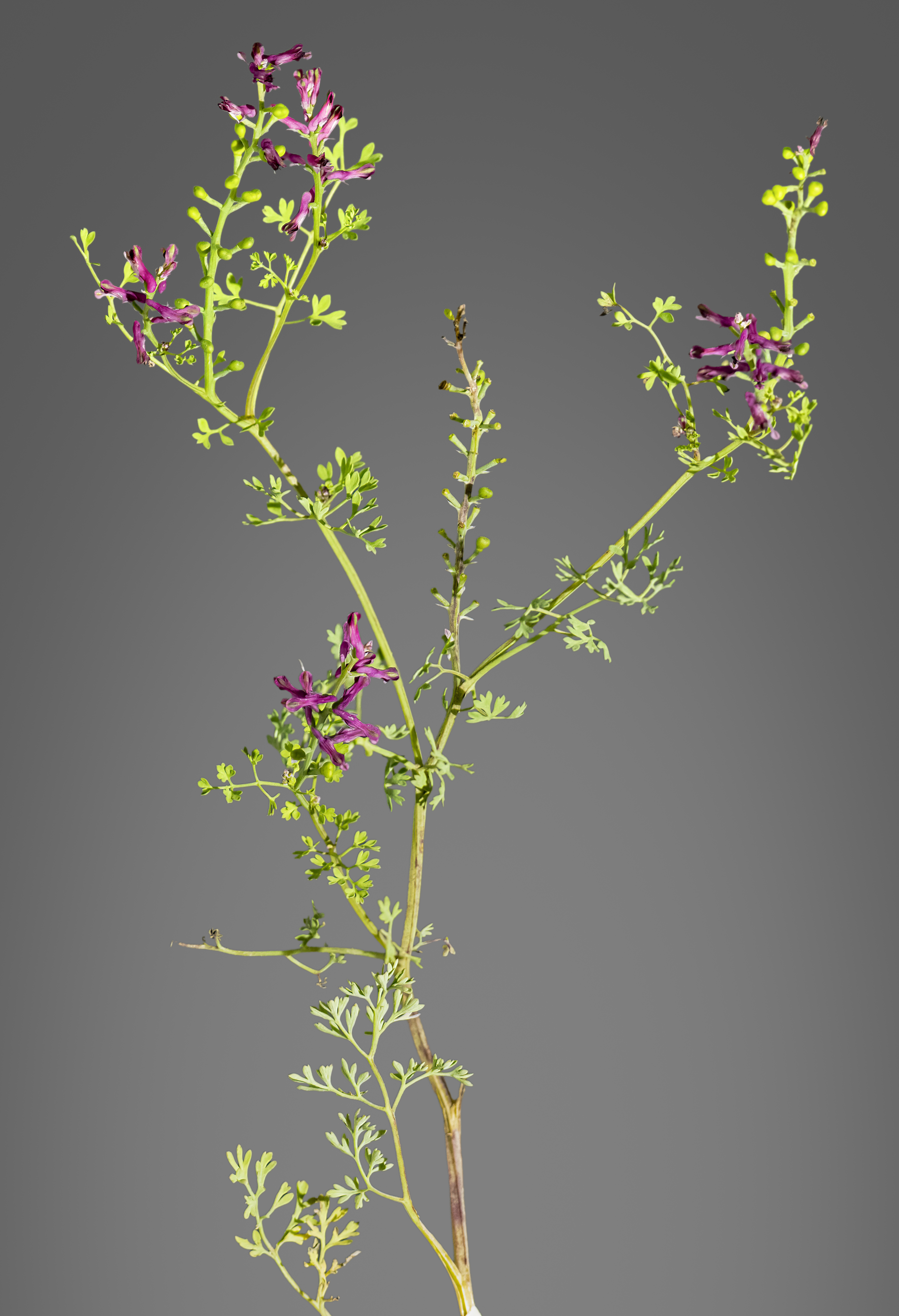
Portamento della pianta

È una pianta erbacea con un'altezza media di 20–30 cm, fino ad un massimo di 50 cm.

I fusticini verdi azzurrognoli sono glabri eretti o prostrati parzialmente rampicanti.
Le lunghe ed esili foglie sono picciolate e profondamente divise in sottili segmenti.

I fiori sono riuniti in infiorescenze racemose lasse portanti oltre venti fiori. Il colore dei fiori è rosa porpora più scuri all'apice e vagamente assomiglianti ad un calzino. Il frutto è una capsula.
Si differenzia dalla Fumaria capreolata per il colore dei fiori che sono biancastri con la punta rosa e per l'altezza che può arrivare fino a 100 cm.

## Distribuzione e habitat
Di solito preferisce zone di suolo smosso e fertile ma la si trova comunque su prati, campi, strade, in pianura ed in collina con particolare riferimento ai coltivi.

## Principi attivi
- Alcaloidi: fumarina (o protopina), fumoficinalina, sinactina, coridamina, fumarosina, sanguinarina, criptopina, stilopina. Questi alcaloidi in toto hanno una efficace azione anti-istaminica, antiaggregante delle piastrine e sudorifera,
- Flavonoidi: rutina, isoquercitina, kampferolo. Sono dotati di eccellente azione antispastica biliare e diuretica, oltre che leggermente sedativa.
- Acidi organici: fumarico, protocatechico, caffeico, clorogenico, citrico, malico e glicolico. Agiscono regolarizzando il metabolismo epatico.

## Usi
È usata in erboristeria, ed è prodotto medicinale per il suo contenuto di acido fumarico, attivo, tra l'altro, per la cura della psoriasi. Costituisce l'ingrediente principale di una diffusa preparazione per automedicazione.
Indicazioni principe sono:
- spasmi gastrici e biliari
- congestione epatica
- ritenzione idrica
- trombofilia
- eccitazione ed insonnia
- tachicardia nervosa